# Talang Ulu (Curup Timur)
Talang Ulu is een bestuurslaag in het regentschap Rejang Lebong van de provincie Bengkulu, Indonesië. Talang Ulu telt 2557 inwoners (volkstelling 2010).